# سرژ پارسانی
سرژ پارسانی (ایتالیایی: Serge Parsani؛ زادهٔ ۲۸ اوت ۱۹۵۲) دوچرخه‌سوار اهل ایتالیا است.